# Чу Се Джон
Чу Се Джон (кор. 주세종, нар. 30 жовтня 1990, Анян) — південнокорейський футболіст, півзахисник клубу «Ансан Поліс» та національної збірної Південної Кореї.

## Клубна кар'єра
Грав за футбольну команду Університету Конкук. У дорослому футболі дебютував 2012 року виступами за команду «Пусан Ай Парк», в якій провів чотири сезони, проте основним був лише у останніх двох.
8 січня 2016 року уклав контракт з клубом «Сеул», у складі якого в тому ж році став чемпіоном Південної Кореї. Більшість часу, проведеного у складі столичного клубу, був основним гравцем команди. На початку 2018 року перейшов відбувати військову службу у поліцейській команді «Ансан Поліс». Станом на 2 червня 2018 року відіграв за асанську команду 9 матчів в національному чемпіонаті.

## Виступи за збірну
11 червня 2015 року дебютував в офіційних матчах у складі національної збірної Південної Кореї в товариській грі проти збірної ОАЕ (3:0).
У складі збірної був учасником чемпіонату світу 2018 року у Росії.

## Титули і досягнення
- Чемпіон Південної Кореї: 2016

Збірні
- Переможець Кубка Східної Азії: 2015, 2017, 2019